# Brasilianische Fußballnationalmannschaft/Olympische Spiele
Eine brasilianische Fußballmannschaft nahm erstmals 1952 als Seleção Brasileira Restritiva an den Olympischen Spielen in Helsinki teil. Neben den Olympischen Spielen nahm die Mannschaft auch an den Panamerikanischen Spielen 1959 (Silber), 1975 (Gold, später annulliert), 1979 (Gold), 1983 (Silber), 1987 (Gold), 1995, 2003 (Silber), 2007 und 2023 (Gold) teil. Viele Spieler spielten auch erfolgreich in der A-Nationalmannschaft und wurden mit dieser Weltmeister.
Brasilien war bis 2016 neben Deutschland der einzige Fußballweltmeister, der noch keine olympische Goldmedaille gewinnen konnte. 2016 war Brasilien erstmals Gastgeber des olympischen Fußballturniers und gewann bei den Spielen in Rio de Janeiro dann die Goldmedaille durch einen Sieg im Elfmeterschießen gegen Deutschland. Zuvor konnten drei Silber- und zwei Bronzemedaillen gewonnen werden. Mit sechs Medaillen ist Brasilien das Land mit den meisten Medaillen.

## Ergebnisse bei Olympischen Spielen

### 1952
- Olympische Spiele in Helsinki:
  - 17. Juli 1952: Qualifikation: Brasilien – Niederlande 5:1 (in Turku)
  - 20. Juli 1952: Achtelfinale: Brasilien – Luxemburg 2:1 (in Kotka)
  - 24. Juli 1952: Viertelfinale: Brasilien – Deutschland 2:4 n. V. (in Helsinki)

### 1960
- Olympia-Qualifikation:
  - 1. Runde:
    - 20. Dezember 1959: Kolumbien – Brasilien 2:0 (in Bogotá)
    - 27. Dezember 1959: Brasilien – Kolumbien 7:1 (in Rio de Janeiro)

  - 2. Runde in Lima/Peru:
    - 16. April 1960: Brasilien – Mexiko 2:0
    - 21. April 1960: Brasilien – Argentinien 1:3 (in Lima)
    - 27. April 1960: Brasilien – Suriname 4:1 (in Lima)
    - 30. April 1960: Brasilien – Peru 0:2 (in Lima)
- Olympische Spiele in Rom:
  - 26. August 1960: Brasilien – Vereinigtes Königreich 4:3 (in Livorno)
  - 29. August 1960: Brasilien – Rep. China (Taiwan) 5:0
  - 1. September 1960: Italien – Brasilien 3:1 (in Florenz) Brasilien wird Gruppenzweiter, nur die Gruppensieger kommen ins Halbfinale

### 1964
- Olympia-Qualifikation in Lima/Peru:
  - 11. Mai 1964: Brasilien – Chile 2:0 (in ?)
  - 14. Mai 1964: Brasilien – Kolumbien 1:1 (in Lima)
  - 18. Mai 1964: Brasilien – Ecuador 3:1 (in Lima)
  - 7. Juni 1964: Brasilien – Peru 4:0 (Playoff um den 2. Platz in Rio de Janeiro)
- Olympische Spiele in Tokio:
  - 12. Oktober 1964: Brasilien – Vereinigte Arabische Republik 1:1
  - 14. Oktober 1964: Brasilien – Südkorea 4:0
  - 16. Oktober 1964: Brasilien – Tschechoslowakei 0:1 (Brasilien scheidet als Gruppendritter auf Grund des schlechteren Torverhältnisses gegenüber Ägypten aus)

### 1968
- Olympia-Qualifikation in Kolumbien:
  - 1. Runde:
    - 19. März 1968: Brasilien – Paraguay 0:0 (in Medellín)
    - 24. März 1968: Brasilien – Venezuela 3:0 (in Barranquilla)
    - 27. März 1968: Brasilien – Chile 0:0 (in Medellín)

  - 2. Runde:
    - 30. März 1968: Brasilien – Uruguay 1:2 (in Bogotá)
    - 6. April 1968: Brasilien – Paraguay 2:0 (in Medellín) (Paraguay verließ das Spiel in der 85. Minute, Brasilien wurde daraufhin zum 2:0-Sieger erklärt)
    - 9. April 1968: Brasilien – Kolumbien 3:0 (in Bogotá)
- Olympische Spiele in Mexiko:
  - 14. Oktober 1968: Brasilien – Spanien 0:1
  - 16. Oktober 1968: Brasilien – Japan 1:1 (in Puebla)
  - 18. Oktober 1968: Brasilien – Nigeria 3:3 (in Puebla) (Brasilien scheidet als Gruppendritter aus)

### 1972
- Olympia-Qualifikation in Kolumbien:
  - 1. Runde:
    - 26. November 1971: Brasilien – Ecuador 1:1 (in Cali)
    - 26. November 1971: Brasilien – Bolivien 2:1 (in Cali)
    - 30. November 1971: Brasilien – Argentinien 0:0 (in Cali)
    - 5. Dezember 1971: Brasilien – Chile 1:0 (in Medellín)

  - 2. Runde:
    - 7. Dezember 1971: Brasilien – Kolumbien 1:1 (in Bogotá)
    - 9. Dezember 1971: Brasilien – Argentinien 1:0 (in Bogotá)
    - 11. Dezember 1971: Brasilien – Peru 1:0 (in Bogotá)
- Olympische Spiele in München:
  - 27. August 1972: Brasilien – Dänemark 2:3 (in Passau)
  - 29. August 1972: Brasilien – Ungarn 2:2 (in München)
  - 31. August 1972: Brasilien – Iran 0:1 (in Regensburg) (Brasilien scheidet als Gruppenletzter aus)

### 1976
- Olympia-Qualifikation in Brasilien:
  - 21. Januar 1976: Brasilien – Uruguay 1:1 (in Recife)
  - 25. Januar 1976: Brasilien – Kolumbien 4:0 (in Recife)
  - 27. Januar 1976: Brasilien – Chile 2:1 (in Recife)
  - 29. Januar 1976: Brasilien – Peru 3:0 (in Recife)
  - 1. Februar 1976: Brasilien – Argentinien 2:0 (in Recife)
- Olympische Spiele in Montreal:
  - 18. Juli 1976: Brasilien – DDR 0:0 (in Toronto)
  - 20. Juli 1976: Brasilien – Spanien 2:1 (in Montreal) (Da Nigeria auf Grund des Olympiaboykotts der afrikanischen Staaten zurückgezogen hat, finden nur 2 Gruppenspiele statt, Brasilien wird Gruppensieger)
  - 25. Juli 1976: Viertelfinale Brasilien – Israel 4:1 (in Toronto)
  - 27. Juli 1976: Halbfinale Brasilien – Polen 0:2 (in Toronto)
  - 30. Juli 1976: Spiel um Platz 3 Brasilien – UdSSR 0:2 (in Montreal)

### 1980
- Olympia-Qualifikation in Kolumbien:
  - 23. Januar 1980: Brasilien – Venezuela 2:1 (in Cali)
  - 27. Januar 1980: Brasilien – Peru 0:3 (in Barranquilla)
  - 30. Januar 1980: Brasilien – Bolivien 4:0 (in Bogotá)
  - 3. Februar 1980: Brasilien – Chile 0:0 (in Barranquilla)
  - 7. Februar 1980: Brasilien – Argentinien 1:3 (in Bogotá)
  - 10. Februar 1980: Brasilien – Kolumbien 1:5 (in Cali) – Brasilien schied als Gruppenfünfter aus.

### 1984
- Olympia-Qualifikation in Guayaquil/Ecuador:
  - 1. Runde:
    - 12. Februar 1984: Brasilien – Kolumbien 2:1
    - 15. Februar 1984: Brasilien – Ecuador 0:0

  - 2. Runde:
    - 17. Februar 1984: Brasilien – Paraguay 2:0
    - 19. Februar 1984: Brasilien – Ecuador 2:0
    - 21. Februar 1984: Brasilien – Chile 3:2
- Olympische Spiele in Los Angeles:
  - 30. Juli 1984: Brasilien – Saudi-Arabien 3:1 (in Pasadena)
  - 1. August 1984: Brasilien – BR Deutschland 1:0 (in Palo Alto)
  - 3. August 1984: Brasilien – Marokko 2:0 (in Pasadena) (Brasilien zieht als Gruppensieger in die K.-o.-Runde)
  - 6. August 1984: Viertelfinale Brasilien – Kanada 1:1 n. V. 5:3 i. E. (in Palo Alto)
  - 8. August 1984: Halbfinale Brasilien – Italien 2:1 (in Palo Alto)
  - 11. August 1984: Finale Brasilien – Frankreich 0:2 (in Pasadena) – Erste Olympiamedaille (Silber) für Brasilien

### 1988
- Olympia-Qualifikation in Bolivien:
  - 1. Runde in Santa Cruz de la Sierra:
    - 18. April 1987: Brasilien – Paraguay 3:1
    - 20. April 1987: Brasilien – Kolumbien 0:2
    - 24. April 1987: Brasilien – Uruguay 1:1
    - 26. April 1987: Brasilien – Peru 1:1

  - 2. Runde in La Paz:
    - 29. April 1987: Brasilien – Argentinien 0:2
    - 1. Mai 1987: Brasilien – Kolumbien 2:1
    - 3. Mai 1987: Brasilien – Bolivien 2:1
- Olympische Spiele in Seoul:
  - 18. September 1988: Brasilien – Nigeria 4:0 (in Daejeon)
  - 20. September 1988: Brasilien – Australien 3:0
  - 22. September 1988: Brasilien – Jugoslawien 2:1 (in Daejeon) (Brasilien zieht als Gruppensieger in die K.-o.-Runde)
  - 25. September 1988: Viertelfinale Brasilien – Argentinien 1:0
  - 27. September 1988: Halbfinale Brasilien – Deutschland 1:1 n. V. 3:2 i. E.
  - 1. Oktober 1988: Finale Brasilien – UdSSR 1:2 n. V. – Zweite Silbermedaille für Brasilien

### 1992
- Olympia-Qualifikation in Asunción/Paraguay:
  - 1. Runde
    - 1. Februar 1992: Brasilien – Peru 2:1
    - 3. Februar 1992: Brasilien – Paraguay 1:0
    - 5. Februar 1992: Brasilien – Kolumbien 0:2
    - 9. Februar 1992: Brasilien – Venezuela 1:1 (Brasilien als Gruppendritter ausgeschieden)

### 1996
- Olympia-Qualifikation in Argentinien:
  - 1. Runde in Tandil:
    - 18. Februar 1996: Brasilien – Peru 4:1
    - 21. Februar 1996: Brasilien – Paraguay 3:1
    - 23. Februar 1996: Brasilien – Bolivien 4:1
    - 27. Februar 1996: Brasilien – Uruguay 0:0

  - 2. Runde in Mar del Plata:
    - 1. März 1996: Brasilien – Venezuela 5:0
    - 3. März 1996: Brasilien – Uruguay 3:1
    - 6. März 1996: Brasilien – Argentinien 2:2
- Olympische Spiele in Atlanta:
  - 21. Juli 1996: Brasilien – Japan 0:1 (in Miami)
  - 23. Juli 1996: Brasilien – Ungarn 3:1 (in Miami)
  - 25. Juli 1996: Brasilien – Nigeria 1:0 (in Miami) (Brasilien zieht als Gruppensieger in die K.-o.-Runde)
  - 28. Juli 1996: Viertelfinale Brasilien – Ghana 4:2 (in Miami)
  - 31. Juli 1996: Halbfinale Brasilien – Nigeria 3:4 n. V. (in Athens)
  - 2. August 1996: Spiel um Platz 3 Brasilien – Portugal 5:0 (in Athens) – Erste Bronzemedaille

### 2000
- Olympia-Qualifikation in Brasilien:
  - 1. Runde in Londrina:
    - 19. Januar 2000: Brasilien – Chile 1:1
    - 23. Januar 2000: Brasilien – Ecuador 2:0
    - 26. Januar 2000: Brasilien – Venezuela 3:0
    - 30. Januar 2000: Brasilien – Kolumbien 9:0

  - 2. Runde in Curitiba:
    - 2. Februar 2000: Brasilien – Argentinien 4:2
    - 4. Februar 2000: Brasilien – Chile 3:1
    - 6. Februar 2000: Brasilien – Uruguay 2:2
- Olympische Spiele in Sydney:
  - 14. September 2000: Brasilien – Slowakei 3:1 (in Brisbane)
  - 17. September 2000: Brasilien – Südafrika 1:3 (in Brisbane)
  - 20. September 2000: Brasilien – Japan 1:0 (in Brisbane) (Brasilien zieht als Gruppensieger in die K.-o.-Runde)
  - 23. September 2000: Viertelfinale Brasilien – Kamerun 1:2 (in Brisbane)

### 2004
- Olympia-Qualifikation in Chile:
  - 1. Runde in Concepción:
    - 7. Januar 2004: Brasilien – Venezuela 4:0
    - 9. Januar 2004: Brasilien – Paraguay 3:0
    - 11. Januar 2004: Brasilien – Uruguay 1:1
    - 15. Januar 2004: Brasilien – Chile 1:1

  - Playoff-Spiel der Gruppenzweiten:
    - 18. Januar 2004: Brasilien – Kolumbien 3:0 (in Valparaíso)

  - 2. Runde:
    - 21. Januar 2004: Brasilien – Argentinien 0:1 (in Valparaíso)
    - 23. Januar 2004: Brasilien – Chile 3:1 (in Viña del Mar)
    - 25. Januar 2004: Brasilien – Paraguay 0:1 (in Viña del Mar) – Brasilien als Gruppendritter ausgeschieden

### 2008
Die Qualifikation erfolgte über die U-20-Südamerikameisterschaft 2007 in Paraguay.
- Olympische Spiele in Peking:
  - 7. August 2008: Brasilien – Belgien 1:0 (in Shenyang)
  - 10. August 2008: Brasilien – Neuseeland 5:0 (in Shenyang)
  - 13. August 2008: Brasilien – China 3:0 (in Shenyang)
  - 16. August 2008: Viertelfinale Brasilien – Kamerun 2:0 (in Shenyang)
  - 19. August 2008: Halbfinale Brasilien – Argentinien 0:3 (in Shenyang)
  - 22. August 2008: Spiel um Platz 3 Brasilien – Belgien 3:0 (in Shanghai) Brasilien gewinnt die 2. Bronzemedaille.

### 2012
Die Qualifikation erfolgte über die U-20-Südamerikameisterschaft 2011 in Peru.
- Olympische Spiele in London:
  - 26. Juli 2012: Brasilien – Ägypten 3:2 (in Cardiff)
  - 29. Juli 2012: Brasilien – Weißrussland 3:1 (in Manchester)
  - 1. August 2012: Brasilien – Neuseeland 3:0 (in Newcastle)
  - 4. August 2012, Viertelfinale: Brasilien – Honduras 3:2 (in Newcastle)
  - 7. August 2012, Halbfinale: Südkorea – Brasilien 0:3 (in Manchester)
  - 11. August 2012, Finale: Brasilien – Mexiko 1:2 (in London)

#### Kader für 2012
Spielberechtigt waren Spieler, die nach dem 1. Januar 1989 geboren wurden sowie drei ältere Spieler. Nationaltrainer Mano Menezes wählte dafür Thiago Silva, Marcelo und Hulk. Thiago Silva, Marcelo und Alexandre Pato waren auch 2008 schon dabei. Bis auf Torhüter Neto hatten alle Spieler schon in der A-Nationalmannschaft gespielt, u. a. bei den Testspielen gegen Dänemark (3:1), die USA (4:1), Mexiko (0:2) und Argentinien (3:4) im Mai und Juni 2012. Der Kader entsprach also nahezu dem aktuellen Kader der A-Nationalmannschaft. Der Kader wurde auch im Hinblick auf die Weltmeisterschaft 2014 in Brasilien zusammengestellt. Aufgrund einer im Training erlittenen Verletzung konnte Torhüter Rafael Cabral nicht eingesetzt werden. Von den in London eingesetzten Spielern standen dann Thiago Silva (auch dort Kapitän), Marcelo, Oscar, Neymar und Hulk im Kader für die WM, der aber dort nur den vierten Platz belegte.
| Nr.        | Spieler        | Geburtsdatum | Verein              | A-Länder- spiele | A-Länder- spieltore | OS-Spiele          |     |     |     |     |     |     |
| Tor        | Tor            | Tor          | Tor                 | Tor              | Tor                 | Tor                | Tor | Tor | Tor | Tor | Tor | Tor |
| ---------- | -------------- | ------------ | ------------------- | ---------------- | ------------------- | ------------------ | --- | --- | --- | --- | --- | --- |
| 1          | Gabriel        | 27.09.1992   | AC Mailand          | 0                | 0                   | 4 (2012)           |     |     |     |     |     |     |
| 18         | Neto           | 19.07.1989   | AC Florenz          | 0                | 0                   | 2 (2012)           |     |     |     |     |     |     |
| Abwehr     |                |              |                     |                  |                     |                    |     |     |     |     |     |     |
| 2          | Rafael         | 09.07.1990   | Manchester United   | 02               | 0                   | 6 (2012)           |     |     |     |     |     |     |
| 3          | Thiago Silva   | 22.09.1984   | Paris Saint-Germain | 28               | 1                   | 2 (2008), 6 (2012) |     |     |     |     |     |     |
| 4          | Juan Jesus     | 10.06.1991   | Inter Mailand       | 02               | 0                   | 6 (2012)           |     |     |     |     |     |     |
| 6          | Marcelo        | 12.05.1988   | Real Madrid         | 13               | 4                   | 6 (2008), 6 (2012) |     |     |     |     |     |     |
| 8          | Rômulo         | 19.09.1990   | Spartak Moskau      | 05               | 1                   | 6 (2012)           |     |     |     |     |     |     |
| 13         | Bruno Uvini    | 03.06.1991   | FC São Paulo        | 02               | 0                   | 1 (2012)           |     |     |     |     |     |     |
| 14         | Danilo         | 15.07.1991   | FC Porto            | 04               | 0                   | 4 (2012)           |     |     |     |     |     |     |
| 15         | Alex Sandro    | 26.01.1991   | FC Porto            | 04               | 0                   | 3 (2012)           |     |     |     |     |     |     |
| Mittelfeld |                |              |                     |                  |                     |                    |     |     |     |     |     |     |
| 5          | Sandro         | 15.03.1989   | Tottenham Hotspur   | 13               | 1                   | 6 (2012)           |     |     |     |     |     |     |
| 10         | Oscar          | 09.09.1991   | FC Chelsea          | 06               | 1                   | 6 (2012)           |     |     |     |     |     |     |
| 16         | Ganso          | 12.10.1989   | FC Santos           | 07               | 0                   | 2 (2012)           |     |     |     |     |     |     |
| Angriff    |                |              |                     |                  |                     |                    |     |     |     |     |     |     |
| 7          | Lucas          | 13.08.1992   | FC São Paulo        | 15               | 1                   | 4 (2012)           |     |     |     |     |     |     |
| 9          | Leandro Damião | 22.07.1989   | SC Internacional    | 07               | 1                   | 6 (2012)           |     |     |     |     |     |     |
| 11         | Neymar         | 05.02.1992   | FC Santos           | 17               | 9                   | 6 (2012)           |     |     |     |     |     |     |
| 12         | Hulk           | 25.07.1986   | FC Porto            | 11               | 2                   | 5 (2012)           |     |     |     |     |     |     |
| 17         | Alexandre Pato | 02.09.1989   | AC Mailand          | 19               | 7                   | 4 (2008), 6 (2012) |     |     |     |     |     |     |

#### Ersatzspieler
| Nr.        | Spieler       | Geburtsdatum | Verein                  | Länder- spiele | Länder- spieltore |     |     |     |     |     |     |     |
| Tor        | Tor           | Tor          | Tor                     | Tor            | Tor               | Tor | Tor | Tor | Tor | Tor | Tor | Tor |
| ---------- | ------------- | ------------ | ----------------------- | -------------- | ----------------- | --- | --- | --- | --- | --- | --- | --- |
|            | Rafael Cabral | 20.05.1990   | FC Santos               | 02             | 0                 |     |     |     |     |     |     |     |
| Abwehr     |               |              |                         |                |                   |     |     |     |     |     |     |     |
| 19         | Marquinhos    | 14.05.1994   | SC Corinthians Paulista | 0              | 0                 |     |     |     |     |     |     |     |
| Mittelfeld |               |              |                         |                |                   |     |     |     |     |     |     |     |
| 20         | Giuliano      | 31.05.1990   | Dnipro Dnipropetrowsk   | 05             | 0                 |     |     |     |     |     |     |     |
| 21         | Casemiro      | 23.02.1992   | FC São Paulo            | 0              | 0                 |     |     |     |     |     |     |     |

### 2016

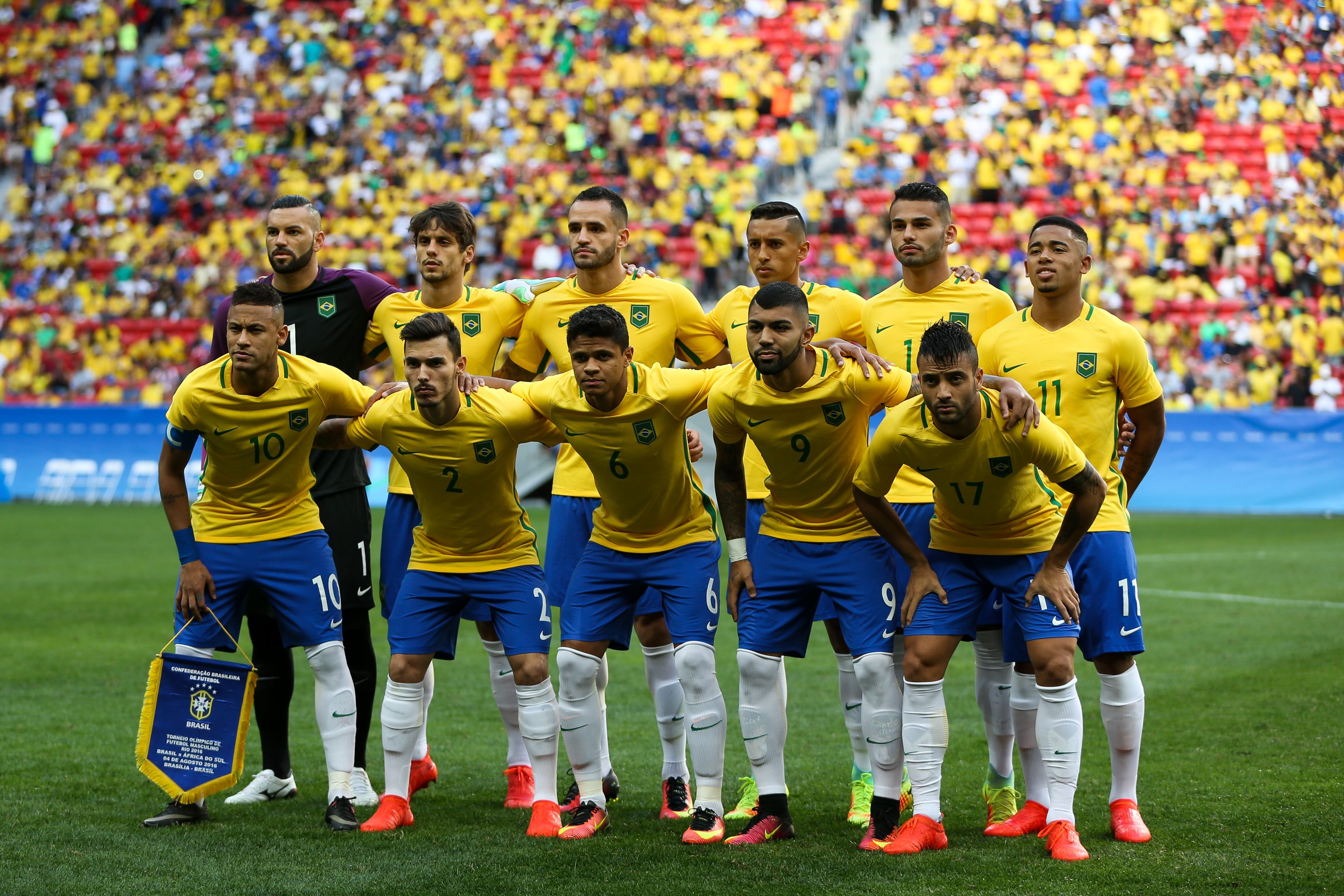
Die brasilianische Mannschaft vor ihrem Auftaktspiel bei den Olympischen Spielen 2016 gegen Südafrika

Für 2016 war Brasilien als Gastgeber automatisch qualifiziert, nachdem Rio de Janeiro am 2. Oktober 2009 den Zuschlag für die Austragung erhielt.

#### Kader für 2016
Spielberechtigt waren Spieler, die nach dem 1. Januar 1993 geboren wurden sowie drei ältere Spieler. Am 29. Juni wurde der Kader benannt. Als ältere Spieler wurden Torhüter Fernando Prass, der auch der älteste Spieler des Turniers gewesen wäre, und Neymar nominiert, der dafür auf die Copa América Centenario 2016 verzichtete, bei der Brasilien in der Vorrunde ausschied. Der ebenfalls nominierte Douglas Costa musste verletzungsbedingt absagen. Für ihn und den später ebenfalls nicht berücksichtigten Fred kamen Renato Augusto, der älter als 23 Jahre ist, und Walace ins Team. Die Positionen entsprechen den Angaben des brasilianischen Verbandes und können sich teilweise von den Angaben der FIFA unterscheiden. Neymar war der Teilnehmer mit den meisten von der FIFA gezählten A-Länderspieltoren. Durch einen Ellbogenbruch beim Aufwärmen vor einem Testspiel gegen Japan am 30. Juli fiel Torhüter Prass für das Turnier aus. Für ihn sollte nach Möglichkeit ein erfahrener Torhüter nachnominiert werden. Die Wahl fiel auf Wéverton. Im Elfmeterschießen des Finales hielt er den letzten von Nils Petersen geschossenen Elfmeter der deutschen Mannschaft.
| Nr.        | Spieler         | Geburtsdatum | Verein                | A-Länder- spiele | A-Länder- spieltore | OS-Spiele                          |     |     |     |     |     |     |
| Tor        | Tor             | Tor          | Tor                   | Tor              | Tor                 | Tor                                | Tor | Tor | Tor | Tor | Tor | Tor |
| ---------- | --------------- | ------------ | --------------------- | ---------------- | ------------------- | ---------------------------------- | --- | --- | --- | --- | --- | --- |
| 1          | Wéverton        | 13.12.1987   | Athletico Paranaense  | 0                | 0                   | 6 (2012)                           |     |     |     |     |     |     |
| 18         | Uilson          | 28.04.1994   | Atlético Mineiro      | 0                | 0                   |                                    |     |     |     |     |     |     |
| Abwehr     |                 |              |                       |                  |                     |                                    |     |     |     |     |     |     |
| 13         | William         | 03.04.1995   | SC Internacional      | 0                | 0                   | 3 (2016)                           |     |     |     |     |     |     |
| 6          | Douglas Santos  | 22.03.1994   | Atlético Mineiro      | 0                | 0                   | 6 (2016)                           |     |     |     |     |     |     |
| 2          | Zeca            | 16.05.1994   | FC Santos             | 0                | 0                   | 6 (2016)                           |     |     |     |     |     |     |
| 3          | Rodrigo Caio    | 17.08.1993   | FC Santos             | 0                | 0                   | 6 (2016)                           |     |     |     |     |     |     |
| 14         | Luan            | 10.05.1993   | CR Vasco da Gama (II) | 0                | 0                   | 2 (2016)                           |     |     |     |     |     |     |
| 4          | Marquinhos      | 14.05.1994   | Paris Saint-Germain   | 10               | 0                   | 6 (2016), 1 Tor                    |     |     |     |     |     |     |
| Mittelfeld |                 |              |                       |                  |                     |                                    |     |     |     |     |     |     |
| 16         | Thiago Maia     | 23.03.1997   | FC Santos             | 0                | 0                   | 3 (2016)                           |     |     |     |     |     |     |
| 15         | Rodrigo Dourado | 17.06.1994   | SC Internacional      | 0                | 0                   | 1 (2016)                           |     |     |     |     |     |     |
| 5          | Renato Augusto  | 08.02.1988   | Beijing Guoan         | 05               | 01                  | 6 (2016)                           |     |     |     |     |     |     |
| 8          | Rafinha         | 12.02.1993   | FC Barcelona          | 02               | 01                  | 5 (2016)                           |     |     |     |     |     |     |
| 12         | Walace          | 04.04.1995   | Grêmio Porto Alegre   | 01               | 0                   | 4 (2016)                           |     |     |     |     |     |     |
| 17         | Felipe Anderson | 15.04.1993   | Lazio Rom             | 01               | 0                   | 4 (2016)                           |     |     |     |     |     |     |
| Angriff    |                 |              |                       |                  |                     |                                    |     |     |     |     |     |     |
| 7          | Luan Vieira     | 27.03.1993   | Grêmio Porto Alegre   | 0                | 0                   | 6 (2016), 3 Tore                   |     |     |     |     |     |     |
| 10         | Neymar          | 05.02.1992   | FC Barcelona          | 70               | 46                  | 6 (2012), 3 Tore; 6 (2016), 4 Tore |     |     |     |     |     |     |
| 9          | Gabriel Barbosa | 30.08.1996   | FC Santos             | 04               | 02                  | 6 (2016), 2 Tore                   |     |     |     |     |     |     |
| 11         | Gabriel Jesus   | 03.04.1997   | Palmeiras São Paulo   | 0                | 0                   | 6 (2016), 3 Tore                   |     |     |     |     |     |     |

#### Spiele
- Gruppenspiele:
  - Brasilien – Südafrika 0:0 am 4. August 2016 in Brasília
  - Brasilien – Irak 0:0 am 7. August 2016 in Brasília
  - Brasilien – Dänemark 4:0 am 10. August 2016 in Salvador – Brasilien als Gruppensieger für die K.-o.-Runde qualifiziert.
- K.-o.-Runde:
  - Viertelfinale: Brasilien – Kolumbien 2:0 am 13. August 2016 in São Paulo
  - Halbfinale: Brasilien – Honduras 6:0 am 17. August 2016  Rio de Janeiro (Maracanã)
  - Finale: Brasilien – Deutschland 1:1 n.V, 5:4 i. E. am 20. August 2016  Rio de Janeiro (Maracanã)

### 2021
Für das wegen der COVID-19-Pandemie um ein Jahr verschobene Turnier in Tokio konnte sich Brasilien als Zweiter des vom 18. Januar bis 9. Februar 2020 in Kolumbien ausgetragenen südamerikanischen Qualifikationsturniers qualifizieren. Dabei wurden in der ersten Runde Bolivien, Paraguay, Peru und Uruguay besiegt. In der Finalrunde gab es Remis gegen Kolumbien und Uruguay sowie einen Sieg gegen Argentinien. Da  Argentinien aber gegen Kolumbien und Uruguay gewonnen hatte, reichte es für Brasilien nur zum zweiten Platz hinter Argentinien.
Bei der Auslosung am 21. April 2021 wurden Brasilien und Deutschland in eine Gruppe gelost, womit erstmals die Finalisten der vorherigen Olympischen Spiele in der Vorrunde aufeinander trafen. Beide bestritten das erste Gruppenspiel im International Stadium Yokohama, in dem Brasilien bei der WM 2002 im Finale mit 2:0 gegen Deutschland gewann, was André Jardine, der Trainer Brasiliens, als gutes Omen auffasste.

#### Kader für 2021
| Nr.        | Spieler            | Geburtsdatum (Alter 1) | Verein                    | Einsätze | Tore |     |     |     |     |     |     |     |
| Tor        | Tor                | Tor                    | Tor                       | Tor      | Tor  | Tor | Tor | Tor | Tor | Tor | Tor | Tor |
| ---------- | ------------------ | ---------------------- | ------------------------- | -------- | ---- | --- | --- | --- | --- | --- | --- | --- |
| 1          | Santos             | 17.03.1990 (31 Jahre)  | Athletico Paranaense      | 06       | 0    |     |     |     |     |     |     |     |
| 12         | Brenno             | 01.04.1999 (22 Jahre)  | Grêmio Porto Alegre       | 0        | 0    |     |     |     |     |     |     |     |
| 22         | Lucão              | 06.02.2001 (20 Jahre)  | CR Vasco da Gama          | 0        | 0    |     |     |     |     |     |     |     |
| Abwehr     |                    |                        |                           |          |      |     |     |     |     |     |     |     |
| 2          | Gabriel Menino     | 29.09.2000 (20 Jahre)  | Palmeiras São Paulo       | 03       | 0    |     |     |     |     |     |     |     |
| 3          | Diego Carlos       | 15.03.1993 (28 Jahre)  | FC Sevilla                | 06       | 0    |     |     |     |     |     |     |     |
| 4          | Ricardo Graça      | 16.02.1997 (24 Jahre)  | CR Vasco da Gama          | 0        | 0    |     |     |     |     |     |     |     |
| 6          | Guilherme Arana    | 14.04.1997 (24 Jahre)  | Atlético Mineiro          | 06       | 0    |     |     |     |     |     |     |     |
| 13         | Dani Alves         | 06.05.1983 (38 Jahre)  | FC São Paulo              | 06       | 0    |     |     |     |     |     |     |     |
| 14         | Bruno Fuchs        | 01.04.1999 (22 Jahre)  | PFK ZSKA Moskau           | 0        | 0    |     |     |     |     |     |     |     |
| 15         | Nino               | 01.04.1999 (22 Jahre)  | Fluminense Rio de Janeiro | 06       | 0    |     |     |     |     |     |     |     |
| 16         | Abner Vinícius     | 27.05.2000 (21 Jahre)  | Athletico Paranaense      | 01       | 0    |     |     |     |     |     |     |     |
| Mittelfeld |                    |                        |                           |          |      |     |     |     |     |     |     |     |
| 5          | Douglas Luiz       | 09.05.1998 (23 Jahre)  | Aston Villa               | 05       | 0    |     |     |     |     |     |     |     |
| 8          | Bruno Guimarães    | 16.11.1997 (23 Jahre)  | Olympique Lyon            | 06       | 0    |     |     |     |     |     |     |     |
| 18         | Matheus Henrique   | 19.12.1997 (23 Jahre)  | Grêmio Porto Alegre       | 02       | 0    |     |     |     |     |     |     |     |
| 19         | Reinier            | 19.01.2002 (19 Jahre)  | Borussia Dortmund         | 05       | 0    |     |     |     |     |     |     |     |
| 20         | Claudinho          | 28.01.1997 (24 Jahre)  | Red Bull Bragantino       | 06       | 0    |     |     |     |     |     |     |     |
| Angriff    |                    |                        |                           |          |      |     |     |     |     |     |     |     |
| 7          | Paulinho           | 15.07.2000 (21 Jahre)  | Bayer 04 Leverkusen       | 05       | 01   |     |     |     |     |     |     |     |
| 9          | Matheus Cunha      | 27.05.1999 (22 Jahre)  | Hertha BSC                | 05       | 03   |     |     |     |     |     |     |     |
| 10         | Richarlison 2      | 10.05.1997 (24 Jahre)  | FC Everton                | 06       | 05   |     |     |     |     |     |     |     |
| 11         | Antony             | 24.02.2000 (21 Jahre)  | Ajax Amsterdam            | 06       | 0    |     |     |     |     |     |     |     |
| 17         | Malcom             | 26.02.1997 (24 Jahre)  | Zenit St. Petersburg      | 06       | 01   |     |     |     |     |     |     |     |
| 21         | Gabriel Martinelli | 18.06.2001 (20 Jahre)  | FC Arsenal                | 03       | 0    |     |     |     |     |     |     |     |

#### Spiele
- Gruppenspiele:
  - Brasilien – Deutschland am 22. Juli 2021, 10:30 Uhr MESZ in Yokohama: 4:2
  - Brasilien – Elfenbeinküste am 25. Juli 2021, 10:30 Uhr MESZ in Yokohama: 0:0
  - Brasilien – Saudi-Arabien am 28. Juli 2021, 10:00 Uhr MESZ in Saitama: 3:1
- Viertelfinale:
  - Brasilien – Ägypten am 31. Juli 2021, 12:00 MESZ in Saitama: 1:0
- Halbfinale:
  - Brasilien – Mexiko am 3. August 2021 – 10:00 MESZ in Kashima: 4:1
- Finale:
  - Brasilien – Spanien am 7. August 2021, 13:30 Uhr MESZ in Yokohama: 2:1

### 2024
Für die Olympischen Spiele in Paris konnten sich der Titelverteidiger beim südamerikanischen Qualifikationsturnier, das vom 20. Januar bis 11. Februar 2024 in  Venezuela ausgetragen wurde nicht qualifizieren. Die Gruppenphase wurde zwar als Sieger abgeschlossen, in der Finalrunde belegte die Mannschaft aber hinter Paraguay und Argentinien nur den dritten Platz.

#### Spiele
- Vorrunde in Caracas
  - 23. Januar 2024: Bolivien – Brasilien 0:1
  - 26. Januar 2024: Brasilien – Kolumbien 2:0
  - 29. Januar 2024: Brasilien – Ecuador 2:1
  - 1. Februar 2024: Venezuela – Brasilien 3:1
- Finalrunde in Caracas
  - 5. Februar 2024: Bolivien –  Paraguay 0:1
  - 8. Februar 2024: Venezuela – Brasilien 1:2
  - 11. Februar 2024: Brasilien – Argentinien 0:1

## Ergebnisse bei den Panamerikanischen Spielen
| Jahr | Platzierung        |
| ---- | ------------------ |
| 1951 | nicht teilgenommen |
| 1955 | nicht teilgenommen |
| 1959 | 2. Platz           |
| 1963 | 1. Platz           |
| 1967 | nicht teilgenommen |
| 1971 | nicht teilgenommen |
| 1975 | 1. Platz           |
| 1979 | 1. Platz           |
| 1983 | 2. Platz           |
| 1987 | 1. Platz           |
| 1991 | nicht teilgenommen |
| 1995 | Viertelfinale      |
| 1999 | nicht teilgenommen |
| 2003 | 2. Platz           |
| 2007 | Gruppenphase       |
| 2011 | Gruppenphase       |
| 2015 | 3. Platz           |
| 2019 | nicht qualifiziert |
| 2023 | 1. Platz           |

## Trainer
- Newton Cardoso 1952
- Vicente Feola 1960 und 1964 (gleichzeitig Trainer der A-Nationalmannschaft)
- Antoninho 1968 (Qualifikation) und 1972
- Marão 1968
- Cláudio Coutinho 1976
- Zizinho 1976
- Jaime Valente 1980 (gleichzeitig Trainer der A-Nationalmannschaft)
- Jair Picerni 1984
- Cléber Camerino 1984 (gleichzeitig Trainer der A-Nationalmannschaft)
- Carlos Alberto Silva 1988 (gleichzeitig Trainer der A-Nationalmannschaft)
- Mário Zagallo 1996 (gleichzeitig Trainer der A-Nationalmannschaft)
- Ernesto Paulo 1992 (gleichzeitig Trainer der A-Nationalmannschaft)
- Vanderlei Luxemburgo 2000 (gleichzeitig Trainer der A-Nationalmannschaft)
- Ricardo Gomes 2004
- Dunga 2008 (gleichzeitig Trainer der A-Nationalmannschaft)
- Mano Menezes 2012 (gleichzeitig Trainer der A-Nationalmannschaft)
- Rogério Micale 2016
- André Jardine 2020

## Beste Torschützen
1. Bebeto 8 Tore (2/1988, 6/1996, Torschützenkönig)
2. Romário 7 Tore (1988, Torschützenkönig)
00Neymar 7 Tore (2012, 2016)
4. Leandro Damião 6 Tore (2012, Torschützenkönig)
5. Ronaldo 5 Tore (1996)
00Richarlison 5 Tore (2020, Torschützenkönig)

## Bekannte Spieler
Folgende später und/oder zuvor auch in der A-Nationalmannschaft tätige Spieler nahmen an den Olympischen Spielen und/oder den Qualifikationsspielen teil:
- Anderson 2008
- Bebeto 1988, 1996 (bestritt die meisten Spiele: 12, Weltmeister 1994)
- Cafu 1992 (Rekordspieler der A-Nationalmannschaft, Weltmeister 1994 und 2002)
- Dani Alves 2021
- Dida 1996 (Weltmeister 2002, ohne Einsatz)
- Diego 2004, 2008
- Dunga 1984 (Weltmeister 1994)
- Gérson 1960 (Weltmeister 1970)
- Giovane Élber 1992
- Hernanes 2008
- Hulk 2012
- Ilsinho 2008
- Jô 2008
- Jorginho 1988 (Weltmeister 1994)
- Lucas 2008
- Lúcio 2000 (Weltmeister 2002)
- Marcelo 2008, 2012 (bestritt die meisten Spiele: 12)
- Thiago Neves 2008
- Neymar 2012, 2016
- Oscar 2012
- Alexandre Pato 2008, 2012
- Rafinha 2008
- Ramires 2008
- Rivaldo 1996 (Weltmeister 2002)
- Roberto Carlos 1996 (Weltmeister 2002)
- Robinho 2004
- Romário 1988 (Weltmeister 1994)
- Ronaldinho 2000, 2008 (Weltmeister 2002)
- Ronaldo 1996 (Weltmeister 2002)
- Alex Silva 2008
- Thiago Silva 2008, 2012
- Cláudio Taffarel 1988 (Weltmeister 1994)
- Vavá 1952 (Weltmeister 1958 und 1962)
- Zico 1972